# Pretextat de Barcelona
|  | Per a altres significats, vegeu «Pretextat». |

Pretextat (Bàrcino?, segona meitat del segle iii - ca. 347) fou el primer bisbe de Barcelona de qui se'n té certesa històrica i documentació acreditativa; de tots els citats com a anteriors no n'hi ha fonts que en demostrin l'existència i probablement són sants llegendaris que no van existir.
Va assistir al concili de Sàrdica el 343, acompanyant el bisbe Osi de Còrdova al que assistiren 280 bisbes d'Occident i 76 d'Orient. El concili va tractar del dogma trinitari. No se'n sap res més, llevat que fou succeït, en morir, per Sant Pacià.